# 中国人民解放军总参谋长助理
中国人民解放军总参谋长助理是中国人民解放军总参谋部领导成员，排名在副总参谋长之后，一般会作为副总参谋长的候任人选。
末任总参谋长助理为陈勇、高津。